# Даррен Рендолф
Даррен Рендолф (англ. Darren Randolph, нар. 12 травня 1987, Брей) — ірландський футболіст, воротар клубу «Борнмут».
Виступав, зокрема, за клуби «Мотервелл», «Бірмінгем Сіті», «Вест Гем Юнайтед» та «Мідлсбро», а також національну збірну Ірландії.

## Клубна кар'єра
Рендолф народився в місті Брей, Ірландія. Почав грати у футбол в шкільній команді «Ардмор Роверс».
Влітку 2003 року приєднався до англійського клубу «Чарльтон Атлетік», проте основним гравцем стати так і не зумів, виступаючи на правах оренди за англійські нижчолігові клуби «Веллінг Юнайтед», «Аккрінгтон Стенлі», «Джиллінгем», «Бері» та «Герефорд Юнайтед». Рендолфу вдалося стати основним воротарем «Чарльтона» лише у березні 2010 року після травми Роба Еліота. Залишався основним воротарем до кінця сезону.
Незважаючи на те, що «Чарльтон Атлетік» запропонував гравцеві новий контракт, Рендолф покинув клуб як вільний агент, і 1 липня 2010 року перейшов в шотландський «Мотервелл», підписавши з клубом трирічний контракт. Відіграв за команду з Мотервелла наступні три сезони своєї ігрової кар'єри. Більшість часу, проведеного у складі «Мотервелла», був основним голкіпером команди.
Протягом 2013—2015 років захищав кольори «Бірмінгем Сіті», що виступав у Чемпіоншипі.
30 травня 2015 року Рендолф підписав контракт з «Вест Гем Юнайтед», у складі якого дебютував в англійській Прем'єр-лізі. Відтоді встиг відіграти за клуб з Лондона 6 матчів в національному чемпіонаті.

## Виступи за збірну

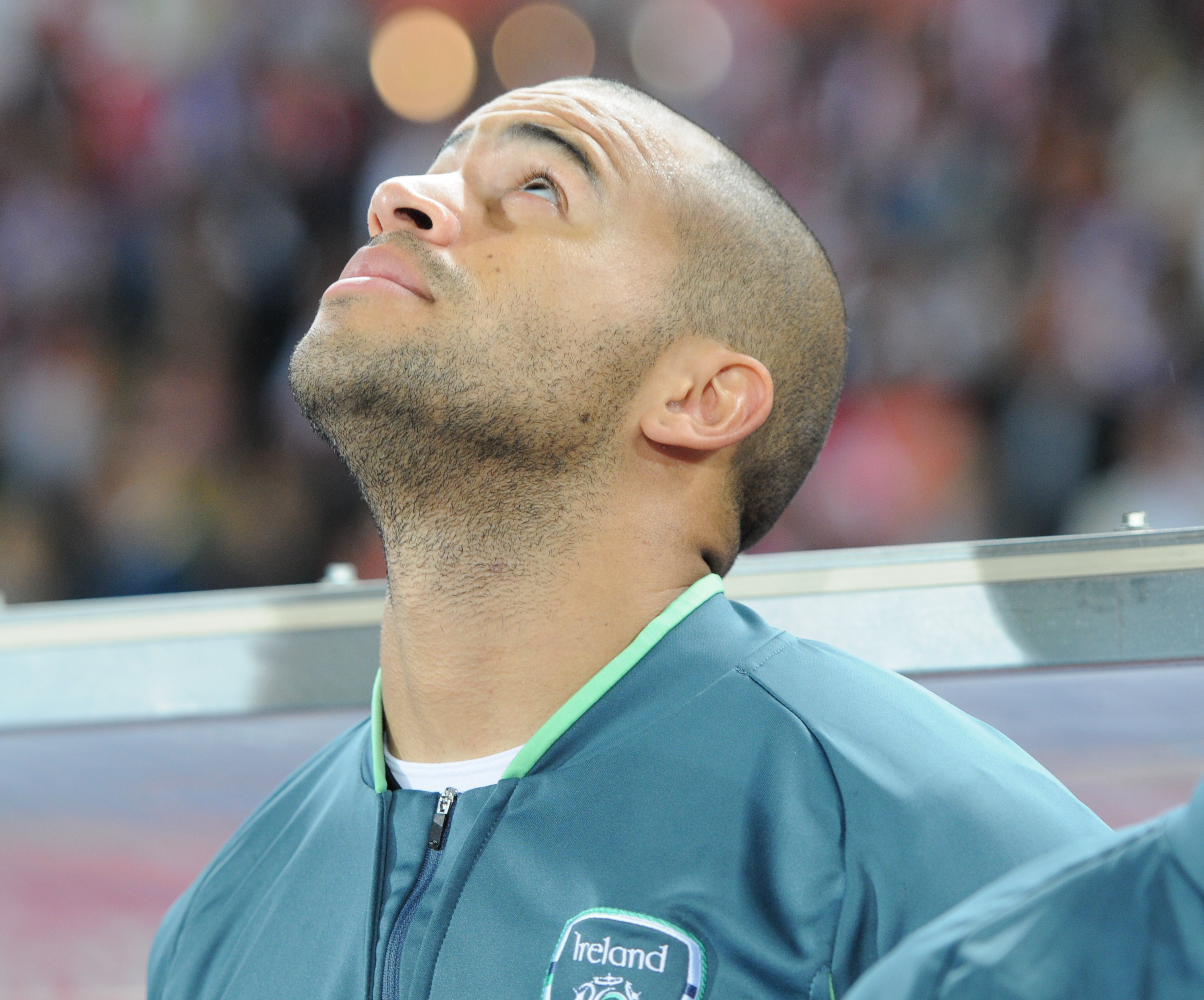
Рендолф у складі збірної Ірландії у 2014 році

Рендолф представляв юніорські збірні різних вікових категорій, в тому числі молодіжну, другу збірну та національну збірну Ірландії. Свій перший виклик у старшу збірну Рендолф отримав у березні 2011 року для участі в матчі проти збірної Македонії, але так і не зіграв. Другий виклик до збірної Рендолф отримав у травні цього ж року для участі в матчах Кубка націй проти збірних Північної Ірландії і Шотландії, але на полі знову не вийшов.
11 вересня 2012 року дебютував в офіційних матчах у складі національної збірної Ірландії в товариському матчі проти збірної Оману. Ірландці виграли цей матч з рахунком 4:1.
У складі збірної був учасником чемпіонату Європи 2016 року у Франції, де у статусі основного воротаря зіграв у всіх чотирьох матчах, пропустивши 6 голів.
Наразі провів у формі головної команди країни 50 матчів.